# Pico/Aliso (Metro de Los Ángeles)
Pico/Aliso es una estación en la línea E del Metro de Los Ángeles y es administrada por la Autoridad de Transporte Metropolitano del Condado de Los Ángeles. La estación se encuentra localizada en Boyle Heights en Los Ángeles, California cerca del río Los Ángeles y de la Autovía Santa Ana. La estación Pico/Aliso fue inaugurada en 2009 como parte de la extensión a Eastside de la línea Oro. FUe transferida a la Línea E en junio de 2023 cuando se completo el proyecto Conector Regional en el Centro de Los Ángeles. 

## Conexiones de autobuses
- Metro Local: 30